# Dalmady Zoltán
Bori és dalmadi Dalmady Zoltán Lipót Sándor (Budapest, 1880. március 17. – Budapest, 1934. október 17.) orvos, sportorvos, balneológus.

## Életpályája
Apja Dalmady Sándor, anyja, Jamniczky Irma (1852–1942). Egy leánytestvére volt, Irén (1882. július 26–1972. november 4.). Felesége putnoky Putnoky Eszter, akivel 1909. április 24-én esküdtek meg. Gyermekei: Miklós és Judit.
A budapesti VII. kerületi Állami Főgimnáziumba járt. A Budapesti Tudományegyetem Orvostudományi Karán 1902/1903-ban szerezte meg oklevelét. Egyetemi tanulmányai alatt már 1899-től az Élettani Intézet díjtalan demonstrátora volt, illetve az Egyetemek Kórház Egyletének választmányi tagja, az Orvostanhallgatók Segélyző- és Önképző Egyesülete Önképző alosztályának titkára. Már ekkor jelentek meg kisebb írásai például az Orvosi Hetilapban és a Huszadik Században is.
1903-tól a Tátrában lett fürdőorvos, 1909 és 1911 között a tátrafüredi gyógyfürdő igazgató főorvosa volt. A tudományegyetem I. számú belklinikai tanszéke mellé, 1911. évi december 15-től 1913. szeptember 1-ig terjedő időre fizetéstelen tanársegéddé nevezték ki, melyet aztán folyamatosan meghosszabbítottak, az 1914-ben igazgatóvá kinevezett Bálint Rezső klinikájának asszisztenseként működött. 1912-ben Budapestre költözött, mert a budapesti egyetem magántanára lett a fizikális gyógymódok, orvosi éghajlattan, fürdőtan és ásványvíztan tárgykörben, majd címzetes rendkívüli tanáraként oktatta tárgyait 1928–1934 között. Cholnoky Jenő mellett kora egyik legkitűnőbb előadójaként tartották számon.
Az első világháborúban mint ezredorvos, a szerb harctéren frontszolgálatot teljesített, ahol megszervezte a kolera elleni küzdelmet. A háború alatt a hadirokkantak részére utókezelő kórházat állított fel, így a Rokkantügyi Hivatal Császárfürdői Utókezelő Intézetének igazgatójaként tevékenykedett (1915–1918). 1916-ban végigutazta és felmérte az országban a hadirokkant tüdőbetegek rehabilitációjára alkalmas klimatikus helyeket, ahol népszanatóriumok létesítését tartotta célszerűnek. Ez nagy segítséget jelentett az 1917. október 25–28. között megtartott Népegészségügyi Országos Nagygyűlésen Korányi Sándor által kezdeményezett és ismertetett tbc elleni országos program kidolgozásában. Nagy szerepe volt az ország gyógyfürdő, hévforrás, ásványvíz kincsének feltárásában és ismertetésében.
1920-ban nevezték ki a Margitszigeti Gyógyfürdő igazgató főorvosává, mellette (1928-tól címzetes rendkívüli tanárként) a balneológia előadója volt az egyetemen. Kiváló reumatológusként is számon tartották. 1925-től a Testnevelési Főiskola előadó tanárának is felkérték, 1931-től az első magyarországi sportorvosi tanfolyamokat ő szervezte meg. A hegymászás, a sífutás, a szánkó- és a bobsport művelése mellett hegyi mentőként is tevékenykedett, hegyi vezetők számára elsősegély tanfolyamokat tartott. 1934-ben a Gellért Gyógyfürdő igazgató főorvosává nevezték ki, de halála miatt tevékenységének eredménye itt már nem tudott kibontakozni. 
Az Országos Orvosszövetség főtitkára (1927–1934), az Országos Balneológiai Egyesület alapító főtitkára volt. Fő társulati tevékenységét utóbbi egyesületben, Vámossy Zoltán professzor mellett fejtette ki. A Magyar Turista Szövetségnek és a Budapesti Orvosok Turista Egyesületének egyaránt társelnöke volt. Egyik alapítója volt a Budapest Fürdőváros Egyesületnek. Halála előtt közvetlenül a Tabán fürdőközponttá való kiépítésére vonatkozó tanulmányán, elaborátumán dolgozott.
Tagja volt a Társadalomtudományi Társaságnak (1903-tól előadásokat tartott, illetve választmányi tagja is volt 1908–1910 között), a Magyarországi Kárpát-egyesületnek (az 1912-es  évig), a Magyar Filozófiai Társaságnak, a Magyar Orvosok Reuma Egyesületének, a Magyar Meteorológiai Társaságnak, az Országos Forrás- és Fürdőügyi Bizottságnak. Tiszteleti tagja volt több (angol, francia, német, belga, román) hidrológiai tudományos társaságnak. 
Szabadkőműves volt, 1908. január 20-án jelentkezett, és 1908. március 17-én vették fel a Demokrácia páholyba, mely 1920-ban szűnt meg.
A Természettudományi Közlöny (1898–1933), az Orvosi Hetilap (1902–1934), a Révai nagy lexikona (1911–1927), az Orvosképzés munkatársa (1912–1934). A Budapesti Orvosi Újság főszerkesztője (1918–1924) volt. Sűrűn tartott népes hallgatóság előtt előadásokat a Természettudományi Társaság és a Kis Akadémia rendezésében.
Budapesten hunyt el 54 évesen, 1934. október 17-én. Temetése a gyászjelentése alapján az unitárius egyház szertartása szerint zajlott, sírja a Farkasréti temetőben található. (1. parcella, 1–32.)

## Kitüntetései
- II. osztályú polgári érdemkereszt
- Koronás arany érdemkereszt hadi ékítményekkel

## Munkássága
Álláspontja szerint a természet (a napfény, a levegő, a víz, a testmozgás és a gyógynövények) az orvoslásban évezredes tapasztalás alapján alkalmazott, de eléggé ki nem aknázott értékes gyógyszer-kincset kínál, mely azonban csak akkor válhat tudományosan megalapozottá, ha élet- és kórtani vizsgálatok igazolják annak a szervezetre gyakorolt hatását, s kísérleti alapon állapítják meg a kívánatos dózisokat. Ezért az ásványvizek, szénsavas fürdők hatására, az orvosi meteorológiára vonatkozó jelentős kutatásai mellett biokémiai kutatásokat is végzett. Szorgalmazta a reuma elleni küzdelmet, a gyógyfürdőfejlesztést. Tudomány-népszerűsítő tevékenységet is kifejtett; a turisztika egyik jelentős hazai fejlesztője, népszerűsítője, szervezője volt, hirdette a turistamozgalom népegészségügyi jelentőségét és egészségmegőrző szerepét. Batizfalvy Sámuel, Bakody Tivadar és mások örököseként a hazai sportorvoslásnak is úttörője volt. Sportorvosi tevékenysége 1913-ban kezdődött a „Sportok egészségtana” című munkájával. Egyik kezdeményezője volt a Visegrád-Nagyvillám turistaház létesítésének. A magyar sportorvosi szaknyelv kialakítójaként tisztelik.
Tekintélye túlnőtt határainkon, ezt tanúsítja, hogy a Nemzetközi Reuma-elleni Liga Magyarországot kérte fel 1929-ben a II. Nemzetközi Reuma-kongresszus megrendezésére. Az Országos Balneológiai Egyesület erre az alkalomra készítette el Dalmady Zoltán szerkesztésében a „Magyarország balneológiai értékei” című kiadványt négy nyelven.
„A magyar orvos-meteorológia megalapozója, kiváló balneológus, érdemes amatőr botanikus, szenvedélyes turista volt, és avatott népszerűsítője a tudománynak, kérlelhetetlen harcosa a tudományoskodó balgaságok és a babonás hiedelmek elleni küzdelemnek”.
Népszerűsítő munkái között több közérdeklődésre számot tartó, néprajzi vonatkozású írása is született, így különösen a babonákról, „népi mendemondákról”, amelyet az 1900-as évektől egyre nagyobb számban egyesületek, iskolák, múzeumok stb. mellett létesített Népkönyvtárak számára ajánlott könyvlistába is bevettek.

## Emlékezete

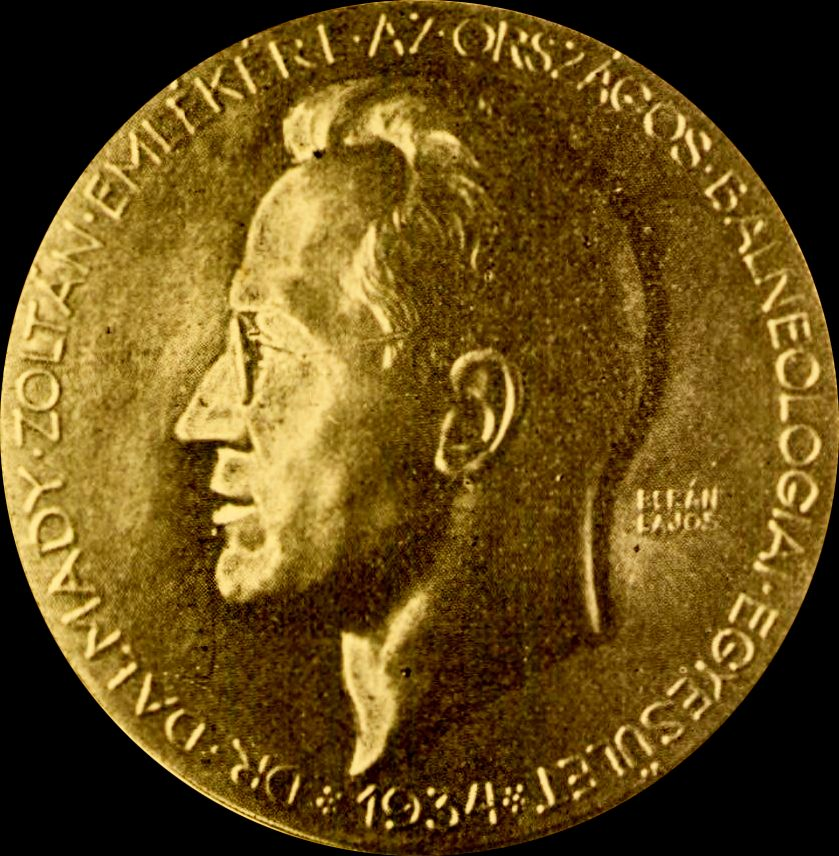
Dalmady Zoltán-emlékérem, Berán Lajos műve

- 1934-ben Dalmady Zoltán emlékérmet veretett az Országos Balneológiai Egyesület, „amit a korán elhunyt kitűnő orvosnak és balneológusnak, a természet hűséges rajongójának, s a turisztika lelkes szervezőjének számos barátja bizonyára szívesen szerez meg és soroz majd kegyeletes emlékei közé. Az itt eredeti méretében reprodukált nemes bronzérem Berán Lajos finom és előkelő művészetét, kivitele a m. kir. pénzverde tökéletes munkáját dicséri.”[15]
- 1960-ban a Magyar Hidrológiai Társaság „Dr. Dalmady Zoltán-emléklapot” alapított a balneológia szakterületén eredményeket elért tagjainak adományozására, melyet utoljára 1974-ben adományoztak. Összesen hét személy részesült az elismerésben. (1960 – Frank Miklós; 1961 – Berencsi György; 1963 – Székely Miklós; 1964 – Sziráky István; 1965 – Somfai Jenő; 1967 – Moll Károly; 1974 – Cziráky József).[16]
- 1961-ben a Sportkórház rehabilitációs épületének kertjében felállították Kamotsay István szobrászművész által készített mészkő mellszobrát.[17]
- 1968-ban a Magyar Sportorvos Társaság Dalmady Zoltán emlékérmet alapított. „... a sportorvoslás elméleti és gyakorlati területén kimagasló tevékenységet végzők elismerésére. ...Az emlékérem évente kerül átadásra emlékülés keretében, ahol a díjazott tartja a Dalmady-emlékelőadást.” Az érem Berán Lajos 1934-ben alkotott bronzérmének új kiadása[18] 60 mm-es átmérővel.

## Főbb munkái
- A megöregedés. Természettudományi Közlöny 1906. január 10.  (38. évfolyam, 437. füzet)
- A Magas-Tátra téli klímájának nehány indicatiójáról. Fürdő és Vízgyógyászat 1906. 1. szám, 6–8. oldalak)
- Az intraatomistikus energiák ismeretének jelentősége a klimatotherapia szempontjából. Budapesti Orvosi Újság, 1906. február 8. 6. szám, 122–124. oldalak
- A vér hydrogensuperoxyd bontó képességéről. (Dalmady Zoltán tátrafüredi fürdőorvos Torday Árpád klinikai tanársegéddel) /Budapesti II. számú Belgyógyászati Klinika/ Magyar Orvosi Archivum 8. 1907. 21–44. oldalak.
- Mendemondák a természettudomány köréből Budapest, 1909.
- Virágszedés a Magas-Tátrában. (A képeket rajzolta: Dalmady Zoltánné). Turistaság és Alpinizmus, 1911–1912. 2. évf. 7. szám, 201–205. oldalak
- Az ásványvizek hydrogensuperoxyd bontó képességéről. Budapesti Orvosi Újság Mellékletei, Fürdő- és vizgyógyászat. 1912. november 28. 4. szám
- A sportok egészségtana. Az Egészség Könyvtára XV. kötet. Budapest, 1913.
- A m. kir. Rokkantügyi Hivatal Budapesti Császárfürdői Intézete. Dalmady Zoltán dr.,egyetemi magántanár, igazgató-főorvos. Budapesti Orvosi Újság, 1917. március 22. 12. szám.
- Miért van szükségünk az Adria fürdőire? Gonda Béla szerk.: A Tenger 9. évfolyam 1919, 16–22. oldalak
- Az ásványvizek vegyi összetételének grafikus ábrázolása. Hidrológiai Közlöny 1924–1926. (4–6. évf.) Értekezések és rövid közlemények. 53–56. oldalak
- Miként volna a hajdúszoboszlói hévvíz orvosilag felhasználható? Hidrológiai Közlöny 1924–1926, (4-6. évfolyam). Értekezések és rövid közlemények. 67–71. oldalak
- Babona és kuruzslás. Egészség, 1928. 10. füzet, 305–308. oldalak
- Magyarország balneológiai értékei. Kiadta: az Országos Balneológiai Egyesület. Budapest. Királyi Magyar Egyetemi Nyomda. 1929. 145 oldal
- Az éghajlat orvosi vizsgálatának meteorológiai alapjai. Dalmady Zoltán székfoglaló előadása a Magyar Meteorológiai Társaság ülésén. In: Az időjárás, 1930.
- A turistaság egészségtana. (Cikksorozat.) Turisták Lapja, 1933 (45. évfolyam), 18, 56, 92, 125, 155, 198, 246, 270, 300. oldalak
- A balneológia és hidrológia kapcsolatáról. Hidrológiai Közlöny, 1934. (14. évf.), 12–26. oldalak
- A turistaság egészségtana. Budapest, 1934.

Postumus:
- Szakvélemény a balatonfüredi kincstári szénsavas források balneológiai értékéről. A Magyar Királyi Földtani Intézet Évi Jelentései 1929–1932. évekről. Budapest. 1937. 175–184. oldalak
- Apenta természetes gyógykeserűvíz balneológiai értéke. Budapest, 1942.